# Phố Tây Sơn, Hà Nội
Phố Tây Sơn là một con phố thuộc các phường Quang Trung, Trung Liệt và Ngã Tư Sở, quận Đống Đa, thành phố Hà Nội. Phố dài 1330m, bắt đầu từ phố Nguyễn Lương Bằng đến Ngã Tư Sở, nối tiếp đường Nguyễn Trãi.
Phố mang tên nghĩa quân Tây Sơn, nơi đây đã diễn ra trận chiến oanh liệt mà vua Quang Trung đánh bại quân xâm lược Mãn Thanh là trận Ngọc Hồi-Đống Đa, giải phóng thành Thăng Long, cứu đất nước khỏi ách đô hộ.
Trước năm 1945, con đường nối Hà Nội-Hà Đông từ Ô Chợ Dừa đến Ngã Tư Sở là đất ngoại thành. Người dân tự đặt tên đường đi theo tên làng xóm như phố Nam Đồng đi qua làng Nam Đồng, phố Thái Hà đi qua ấp Thái Hà, phố Vĩnh Hồ và phố Ngã Tư Sở. Tháng 6 năm 1964, thành phố quyết định đặt tên phố từ Ô Chợ Dừa đến Ngã Tư Sở là phố Tây Sơn. Phố thuộc địa bàn các phường Quang Trung, Trung Liệt và Ngã Tư Sở, quận Đống Đa.

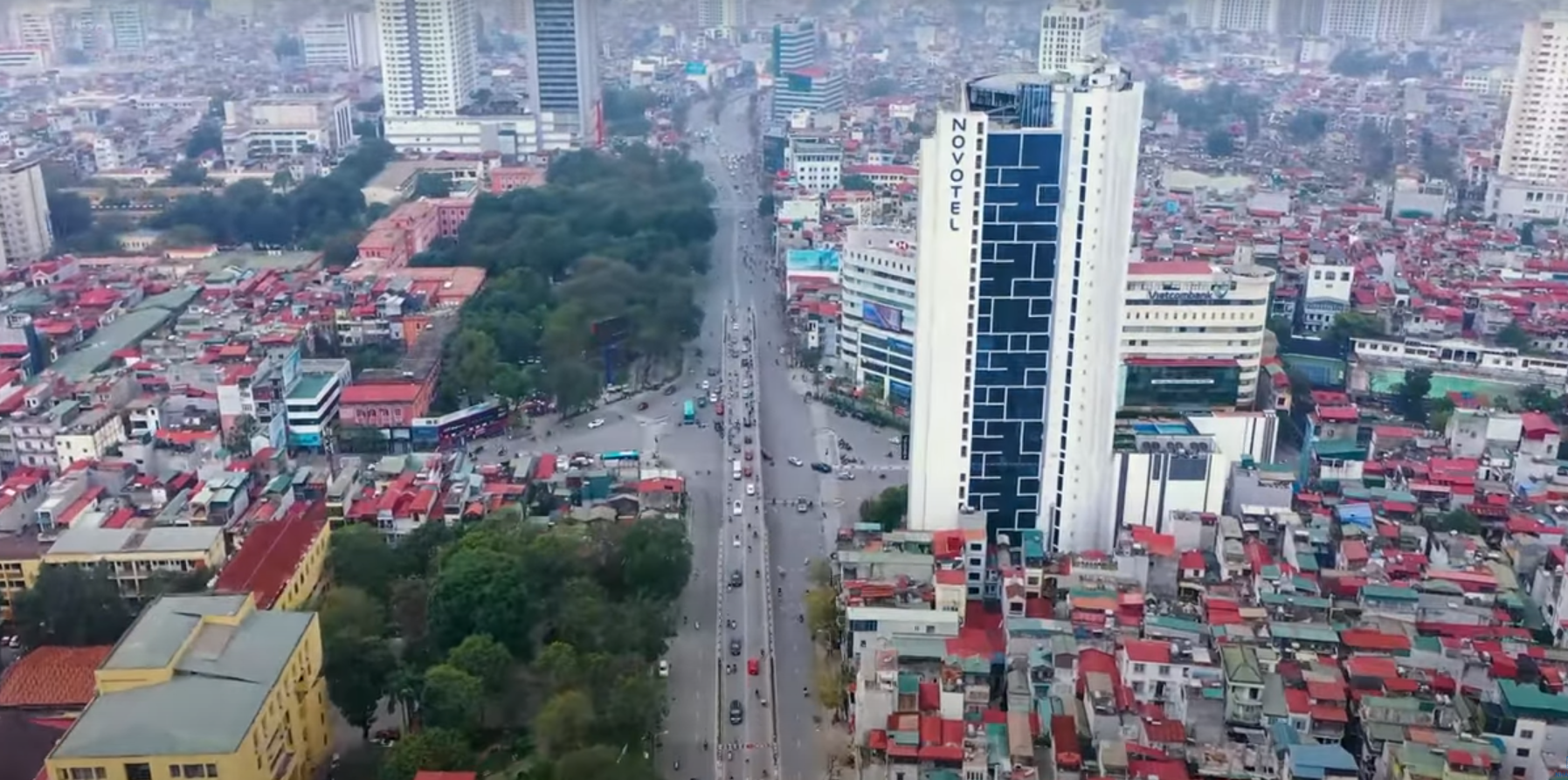
Phố Tây Sơn, với ngã tư Thái Hà, Tây Sơn, Chùa Bộc ở trung tâm

Trên phố có hai địa danh nổi tiếng. Gò Đống Đa trên phố được người dân Khương Thượng đặt như vậy vì sau trận đại thắng năm 1789 của vua Quang Trung, xác quân xâm lược Mãn Thanh nằm ngổn ngang khắp nơi. Dân thu xác giặc chất thành từng đống rồi đắp đất lên. Năm 1851, Kinh lược sứ Nguyễn Đăng Giai cho mở đường, họp chợ ở vùng này đã tập trung gò mả vào chiếc gò thứ 13. Địa danh còn lại là chùa Đồng Quang, đối diện Gò Đống Đa. Năm 1847, khi mở đường làm nhà, thấy nhiều hài cốt Mãn Thanh rải rác khắp vùng này, dân làng Thịnh Quang và Nam Đồng quyên tiền xây chùa giữa hai làng và đặt tên là Đồng Quang (ghép tên hai làng) để làm chỗ siêu sinh cho các cô hồn. Hàng năm vào ngày 5 tháng Giêng âm lịch, cả Gò và chùa đều lễ lớn gọi là Ngày Giỗ Trận.

## Các tuyến xe buýt chạy
- Tuyến 01, 02, 09B, E09: Hết phố
- Tuyến 18, 51: Từ Chùa Bộc đến Thái Thịnh
- Tuyến 23: Từ Đặng Tiến Đông đến Chùa Bộc
- Tuyến 21A, 21B, 84: Từ ngã tư Chùa Bộc - Thái Hà đến ngã tư Sở